# Souleymane M’Baye
Pour les articles homonymes, voir Mbaye.
Souleymane M'Baye est un boxeur français né le 21 mars 1975 à Clichy.

## Carrière
Le 17 novembre 1998, il remporte son premier combat professionnel, à Aarhus, contre Laszlo Porteleki par KO au 3e round. En 2001, il devient champion de France des super-légers à l'issue de son 19e combat professionnel en battant aux points Nordine Mouchi.
Le 22 janvier 2002, il est sacré champion de l'Union européenne face à Jurgen Haeck à Gdynia (KO au 2e round). Le 12 juillet 2003, Souleymane est battu aux points par le Guyanien Vivian Harris à Las Vegas lors de son premier match pour le titre mondial WBA.
Le 2 septembre 2006, au Reebok Center de Bolton, il s’empare de la ceinture WBA des super-légers laissée vacante par Ricky Hatton en dominant Raúl Horacio Balbi par arrêt de l’arbitre à la 4e reprise et succède ainsi à un autre Français, Julien Lorcy, battu par ce même Argentin cinq ans auparavant. 
M'Baye avait déjà eu l'occasion, en 2003, de défier le champion en titre guyanais Vivian Harris, mais il avait été battu. Il conserve sa couronne mondiale le 10 mars 2007 contre l'Ukrainien Andriy Kotelnik, malgré un match nul. Le 21 juillet 2007, il doit céder sa ceinture au Gallois Gavin Rees, qui recevait le tricolore à Cardiff. M'Baye est battu aux points à l'unanimité des trois juges.
Le 3 juillet 2009, il affronte l'Irlandais invaincu Paul McCloskey pour le titre européen des super-légers, laissé vacant. Il le bat aux points par décision partagée.Le 28 mai 2010, Souleymane M'Baye bat le Canadien précédemment invaincu Antonin Décarie et remporte la ceinture de champion du monde par intérim WBA des poids welters, titre qu'il cède le 14 juillet 2011 face à Ismaël El-Massoudi par arrêt de l'arbitre à la 12e reprise.
Souleymane M’Baye met un terme à sa carrière de boxeur professionnel en 2017. Cette année là, il interprète le rôle d’un champion de boxe au cinéma dans le film Sparring, réalisé par Samuel Jouy. Outre son activité de boxeur professionnel, Souleymane M'Baye est également agent sportif. 
En février 2018 Souleymane M'Baye inaugure à Dakar son académie de boxe : keur of champions, maison des champions en langue wolof qui a pour but de former l'élite des boxeurs africains. 

## Filmographie
- 2017 : Sparring de Samuel Jouy : Tarek M'Bareck